# Joao Plata
Joao Jimmy Plata Cotera (Guayaquil, 1992. március 1. –) ecuadori labdarúgó, az amerikai Real Salt Lake csatára/középpályása.